# Habsburg Eleonóra (ékszertervező)
Habsburg Eleonóra (németül: Eleonore Maria del Pilar Iona Christina Jelena von Habsburg-Lothringen) (Salzburg, Ausztria, 1994. február 28. –) osztrák ékszertervező, modell, a Habsburg–Lotaringiai-ház tagja, IV. Károly magyar király dédunokája, Habsburg Ferdinánd Zvonimir autóversenyző nővére.

## Származása
Apja Habsburg Károly, Habsburg Ottó fia és IV. Károly, az utolsó magyar király, osztrák császár és cseh király unokája. Anyja kászoni és impérfalvi Thyssen-Bornemisza Franciska (1958–) bárónő, kászoni és impérfalvi Thyssen-Bornemisza János Henrik (1921–2002) báró és a harmadik feleségének, Fiona Frances Elaine Campbell-Walternek a lánya. János Henrik báró kászoni és impérfalvi Thyssen-Bornemisza Henrik (1875–1947) és kászoni és impérfalvi Bornemissza Margit (1887–1972) bárónő fia volt.
Habsburg Eleonóra 1994. február 28-án született Salzburgban.

## Karrier
Gstaadban járt bentlakásos iskolába, majd jogi tanulmányokat folytatott a londoni European Business Schoolban. 2020-ban a milánói Istituto Marangoniban szerzett mesterdiplomát ékszertervezés szakon, azóta ékszertervezőként dolgozik. Modellkedik is, szerepelt reklámkampányokban, és a Dolce & Gabbana kifutóján is végigsétált.

## Családja
2020. július 20-án hozzáment Jérôme d’Ambrosio belga autóversenyzőhöz. 2021. október 20-án megszületett fiuk, Otto d’Ambrosio, akit dédapjáról, Habsburg Ottóról neveztek el. 2024-ben megszületett kislánya, akinek a keresztnevét meg üknagyanyjáról, az utolsó magyar királynéról nevezett el: Zita d'Ambrosio.